# RABAC1
RABAC1‏ (Rab acceptor 1) هوَ بروتين يُشَفر بواسطة جين RABAC1 في الإنسان.